# Wilbert Plijnaar

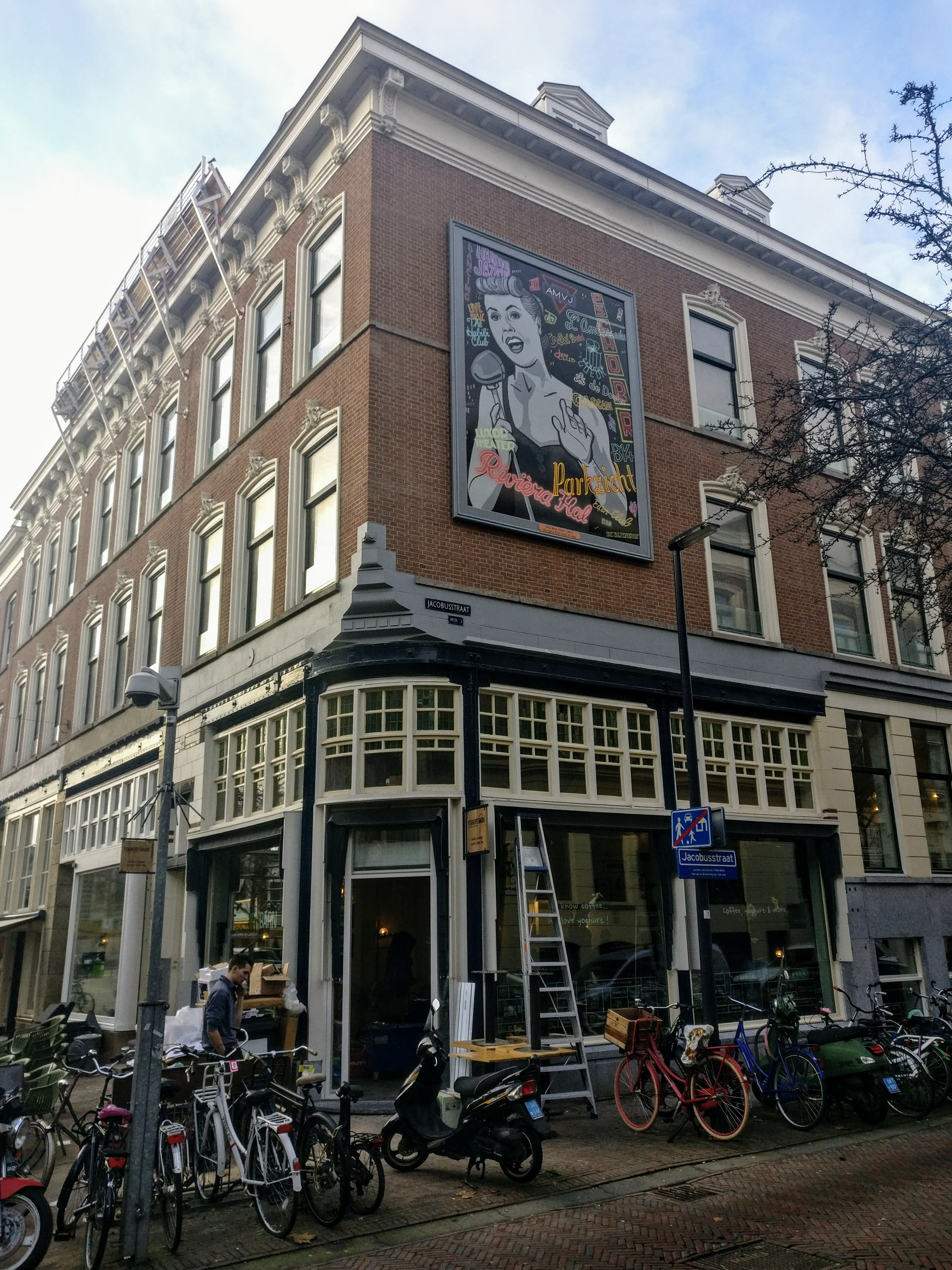
Portret van Rita Reys in het Rotterdam Jazz Artists Memorial naar de hand van Wilbert Pijnaar

Wilbert Plijnaar (Rotterdam, 12 februari 1954) is een Nederlandse stripauteur en striptekenaar. In 1995 won hij de Stripschapprijs.

## Biografie
Plijnaar begon in 1972 zijn carrière bij de Donald Duck. Halverwege de jaren 70 stapte hij over naar de Eppo, waar hij en Jan van Die scenario's gingen schrijven voor Sjors en Sjimmie en deze ook moderniseerden. Hij is ook bekend van Claire, een exclusieve strip voor het vrouwenblad Flair.
In 1985 loopt Wilbert Plijnaar tijdens de Strip-3-daagse in Breda Hans Buying van het stripagentschap Comic House tegen het lijf. De ontmoeting is het begin van een hechte en productieve samenwerking die ruim tien jaar duurt. In deze periode verhuist Plijnaar van Rotterdam naar Amsterdam. Daar werken beide tekenaars samen in de animatiestudio van Comic House, die met tientallen producties per jaar snel uitgroeit tot een van de grootste Nederlandse animatieproducenten.
In 1995 verhuisde hij naar Hollywood om als animator aan de slag te gaan. Hij heeft bijgedragen aan animatiefilms als Quest for Camelot, Osmosis Jones, Ice Age, Jimmy Neutron Boy Genius, Shrek 2, en Over the Hedge.
In 2019 verscheen zijn biografie Rotterdammer in Hollywood.

## Persoonlijk
Plijnaar is de neef van jazz-zangeres Rita Reys; het portret dat hij van haar heeft gemaakt hangt  aan een gevel op de Oude Binnenweg in Rotterdam.
- Bibliothèque nationale de France: cb121258818 (data)
- Catàleg d'autoritats de noms i títols de Catalunya: 981058515179506706
- Gemeinsame Normdatei: 131614797
- International Standard Name Identifier: 0000 0000 4100 8544
- Library of Congress Control Number: n2009004938
- Nederlandse Thesaurus van Auteursnamen: 072609079
- RKD-Nederlands Instituut voor Kunstgeschiedenis: 94278
- Virtual International Authority File: 38862068
- WorldCat: E39PBJx8Ch4VfJdGkGyKQwGCQq